# 石龙乡 (都匀市)
石龙乡，是中华人民共和国贵州省黔南布依族苗族自治州都匀市一个已撤销的乡级行政区，2014年4月14日，贵州省人民政府批复同意都匀市部分乡镇行政区划调整，撤销石龙乡，将其所辖行政区域划归平浪镇。